# Grand Prix de l'Escaut 2025
Pour la course féminine, voir Grand Prix de l'Escaut féminin 2025.
La 113e édition du Grand Prix de l'Escaut (en néerlandais : Scheldeprijs) a lieu le mercredi 9 avril 2025 aux Pays-Bas et en Belgique. Cette course cycliste fait partie du calendrier UCI ProSeries 2025 en catégorie 1.Pro.

## Présentation

### Parcours
Le départ a lieu sur la place de l'Hôtel de Ville de Terneuzen aux Pays-Bas (Zélande) et l'arrivée à Schoten en Belgique (province d'Anvers) après un parcours plat de 202,8 kilomètres. Les coureurs passent la frontière belgo-néerlandaise après environ 75 kilomètres. La course se termine par un circuit local de 17 kilomètres à accomplir trois fois. Ce circuit passe par la Broekstraat, un secteur pavé de 1700 mètres et la ligne d’arrivée se situe sur la Churchilllaan à Schoten, dans la banlieue nord-est de la ville d'Anvers.

### Équipes
22 équipes participent à ce Grand Prix de l'Escaut - 9 WorldTeams, 11 ProTeams et 2 équipes continentales :
| WorldTeams (9)- Alpecin-Deceuninck - Cofidis - Intermarché-Wanty - Lidl-Trek - Red Bull-BORA-hansgrohe - Soudal Quick-Step - Team Jayco AlUla - Team Picnic-PostNL - XDS Astana Team ProTeams (11)- Equipo Kern Pharma - Israel-Premier Tech - Lotto - Uno-X Mobility - Team Flanders-Baloise - Q36.5 Pro Cycling Team - Tudor Pro Cycling Team - Wagner Bazin WB - Team TotalEnergies - Unibet Tietema Rockets - Solution Tech-Vini Fantini Équipes continentales (2)- BEAT Cycling - Tarteletto-Isorex |
| |

### Favoris
Les sprinteurs sont les traditionnels favoris de cette course : les Belges Jasper Philipsen (Alpecin-Deceuninck), double vainqueur en 2021 et 2023, Tim Merlier (Soudal Quick-Step), vainqueur en 2024, Milan Fretin (Cofidis), Jordi Meeus (Red Bull-Bora-Hansgrohe) et Gerben Thijssen (Intermarché-Wanty), le Norvégien  Alexander Kristoff (Uno-X Mobility), vainqueur en 2015 et 2022, le Néerlandais Dylan Groenewegen (Jayco AlUla), l'Australien Sam Welsford (Red Bull-Bora-Hansgrohe) et les Italiens Alberto Dainese (Tudor Pro Cycling), Matteo Moschetti et Giacomo Nizzolo (Q36.6 Pro Cycling).

## Classements

### Classement final
| \| Classement général \| Classement général \| Classement général \| Classement général \| Classement général \| \| Coureur \| Coureur \| Pays \| Équipe \| Temps \| \| ------------------ \| ------------------ \| ------------------ \| ------------------ \| ------------------ \| |         |      |        |       |
| |         |      |        |       |
| |         |      |        |       |
| Classement général |         |      |        |       |
| Coureur | Coureur | Pays | Équipe | Temps |

### Classements UCI
La course attribue des points au classement mondial UCI 2025 selon le barème suivant :
| Position           | 1er | 2e  | 3e  | 4e  | 5e | 6e | 7e | 8e | 9e | 10e | 11e | 12e | 13e | 14e | 15e | 16e à 30e | 31e à 40e |
| Classement général | 200 | 150 | 125 | 100 | 85 | 70 | 60 | 50 | 40 | 35  | 30  | 25  | 20  | 15  | 10  | 5         | 3         |

## Liste des participants
| Soudal Quick-Step SOQ | Soudal Quick-Step SOQ         | Soudal Quick-Step SOQ |
| --------------------- | ----------------------------- | --------------------- |
| Num                   | Coureur                       | Pos                   |
| 1                     | Tim Merlier (BEL) (route)     |                       |
| 2                     | Ayco Bastiaens (BEL)          |                       |
| 3                     | Yves Lampaert (BEL)           |                       |
| 4                     | Andrea Raccagni Noviero (ITA) |                       |
| 5                     | Bert Van Lerberghe (BEL)      |                       |
| 6                     | Warre Vangheluwe (BEL)        |                       |
| 7                     | Jordi Warlop (BEL)            |                       |

| Alpecin-Deceuninck ADC | Alpecin-Deceuninck ADC      | Alpecin-Deceuninck ADC |
| ---------------------- | --------------------------- | ---------------------- |
| Num                    | Coureur                     | Pos                    |
| 11                     | Jasper Philipsen (BEL)      |                        |
| 12                     | Lennert Belmans (BEL)       |                        |
| 13                     | Robbe Ghys (BEL)            |                        |
| 14                     | Timo Kielich (BEL)          |                        |
| 15                     | Johan Price-Pejtersen (DEN) |                        |
| 16                     | Jonas Rickaert (BEL)        |                        |
| 17                     | Sente Sentjens (BEL)        |                        |

| Intermarché-Wanty IWA | Intermarché-Wanty IWA           | Intermarché-Wanty IWA |
| --------------------- | ------------------------------- | --------------------- |
| Num                   | Coureur                         | Pos                   |
| 21                    | Gerben Thijssen (BEL)           |                       |
| 22                    | Elmar Abma (NED)                |                       |
| 23                    | Vito Braet (BEL)                |                       |
| 24                    | Dries De Pooter (BEL)           |                       |
| 25                    | Arne Marit (BEL)                |                       |
| 26                    | Gijs Van Hoecke (BEL)           |                       |
| 27                    | Roel van Sintmaartensdijk (NED) |                       |

| Cofidis COF | Cofidis COF                 | Cofidis COF |
| ----------- | --------------------------- | ----------- |
| Num         | Coureur                     | Pos         |
| 31          | Milan Fretin (BEL)          |             |
| 32          | Piet Allegaert (BEL)        |             |
| 33          | Stanisław Aniołkowski (POL) |             |
| 34          | Nolann Mahoudo (FRA)        |             |
| 35          | Alexis Renard (FRA)         |             |
| 36          | Damien Touzé (FRA)          |             |

| Lidl-Trek LTK | Lidl-Trek LTK             | Lidl-Trek LTK |
| ------------- | ------------------------- | ------------- |
| Num           | Coureur                   | Pos           |
| 41            | Edward Theuns (BEL)       |               |
| 42            | Simone Consonni (ITA)     |               |
| 43            | Tim Declercq (BEL)        |               |
| 44            | Daan Hoole (NED)          |               |
| 45            | Albert Philipsen          |               |
| 46            | Jakob Söderqvist (SWE)    |               |
| 47            | Tim Torn Teutenberg (GER) |               |

| Red Bull-Bora-Hansgrohe RBH | Red Bull-Bora-Hansgrohe RBH | Red Bull-Bora-Hansgrohe RBH |
| --------------------------- | --------------------------- | --------------------------- |
| Num                         | Coureur                     | Pos                         |
| 51                          | Sam Welsford (AUS)          |                             |
| 52                          | Oier Lazkano (ESP)          |                             |
| 53                          | Filip Maciejuk (POL)        |                             |
| 54                          | Ryan Mullen (IRL)           |                             |
| 55                          | Sebastian Putz (AUT)        |                             |
| 56                          | Callum Thornley (GBR)       |                             |
| 57                          | Danny van Poppel (NED)      |                             |

| Team Jayco AlUla JAY | Team Jayco AlUla JAY            | Team Jayco AlUla JAY |
| -------------------- | ------------------------------- | -------------------- |
| Num                  | Coureur                         | Pos                  |
| 61                   | Dylan Groenewegen (NED) (route) |                      |
| 62                   | Jelte Krijnsen (NED)            |                      |
| 63                   | Luka Mezgec (SLO)               |                      |
| 64                   | Robert Donaldson (GBR)          |                      |
| 65                   | Elmar Reinders (NED)            |                      |
| 66                   | Campbell Stewart (NZL)          |                      |
| 67                   | Max Walscheid (GER)             |                      |

| Team Picnic-PostNL TPP | Team Picnic-PostNL TPP    | Team Picnic-PostNL TPP |
| ---------------------- | ------------------------- | ---------------------- |
| Num                    | Coureur                   | Pos                    |
| 71                     | Pavel Bittner (CZE)       |                        |
| 72                     | Johan Dorussen (NED)      |                        |
| 73                     | Patrick Eddy (AUS)        |                        |
| 75                     | Timo Roosen (NED)         |                        |
| 76                     | Julius van den Berg (NED) |                        |
| 77                     | Thom van der Werff (NED)  |                        |

| XDS Astana Team XAT | XDS Astana Team XAT        | XDS Astana Team XAT |
| ------------------- | -------------------------- | ------------------- |
| Num                 | Coureur                    | Pos                 |
| 81                  | Cees Bol (NED)             |                     |
| 82                  | Alessio Delle Vedove (ITA) |                     |
| 83                  | Michele Gazzoli (ITA)      |                     |
| 84                  | Max Kanter (GER)           |                     |
| 85                  | Gleb Syritsa (RUS)         |                     |
| 86                  | Davide Toneatti (ITA)      |                     |

| Equipo Kern Pharma EKP | Equipo Kern Pharma EKP            | Equipo Kern Pharma EKP |
| ---------------------- | --------------------------------- | ---------------------- |
| Num                    | Coureur                           | Pos                    |
| 91                     | Ibai Azanza (ESP)                 |                        |
| 92                     | Marc Brustenga (ESP)              |                        |
| 93                     | Miguel Ángel Fernández Ruiz (ESP) |                        |
| 94                     | Francisco Galván (ESP)            |                        |
| 95                     | Nil Gimeno (ESP)                  |                        |
| 96                     | Antonio Jesús Soto (ESP)          |                        |
| 97                     | Mats Wenzel (LUX)                 |                        |

| Israel-Premier Tech IPT | Israel-Premier Tech IPT   | Israel-Premier Tech IPT |
| ----------------------- | ------------------------- | ----------------------- |
| Num                     | Coureur                   | Pos                     |
| 101                     | Ethan Vernon (GBR)        |                         |
| 102                     | Itamar Einhorn (ISR)      |                         |
| 103                     | Oded Kogut (ISR) (route)  |                         |
| 104                     | Michael Schwarzmann (GER) |                         |
| 105                     | Jake Stewart (GBR)        |                         |
| 106                     | Dylan Bibic (CAN)         |                         |
| 107                     | Kiaan Watts (NZL)         |                         |

| Lotto LOT | Lotto LOT                   | Lotto LOT |
| --------- | --------------------------- | --------- |
| Num       | Coureur                     | Pos       |
| 111       | Elia Viviani (ITA)          |           |
| 112       | Cédric Beullens (BEL)       |           |
| 113       | Jasper De Buyst (BEL)       |           |
| 114       | Joshua Giddings (GBR)       |           |
| 115       | Tars Poelvoorde (BEL)       |           |
| 116       | Lorenz Van de Wynkele (BEL) |           |
| 117       | Baptiste Veistroffer (FRA)  |           |

| Q36.5 Pro Cycling Team Q36 | Q36.5 Pro Cycling Team Q36 | Q36.5 Pro Cycling Team Q36 |
| -------------------------- | -------------------------- | -------------------------- |
| Num                        | Coureur                    | Pos                        |
| 121                        | Matteo Moschetti (ITA)     |                            |
| 122                        | Sjoerd Bax (NED)           |                            |
| 123                        | Frederik Frison (BEL)      |                            |
| 124                        | Giacomo Nizzolo (ITA)      |                            |
| 125                        | Joseph Pidcock (GBR)       |                            |
| 126                        | Jannik Steimle (GER)       |                            |
| 127                        | Rory Townsend (IRL)        |                            |

| Team Solution Tech-Vini Fantini TFT | Team Solution Tech-Vini Fantini TFT | Team Solution Tech-Vini Fantini TFT |
| ----------------------------------- | ----------------------------------- | ----------------------------------- |
| Num                                 | Coureur                             | Pos                                 |
| 133                                 | Felix James Meo (NZL)               |                                     |
| 134                                 | Tommaso Nencini (ITA)               |                                     |
| 135                                 | Joann Rolando (ITA)                 |                                     |
| 136                                 | Carlos Samudio (PAN)                |                                     |
| 137                                 | Attilio Viviani (ITA)               |                                     |

| Team Flanders-Baloise TFB | Team Flanders-Baloise TFB | Team Flanders-Baloise TFB |
| ------------------------- | ------------------------- | ------------------------- |
| Num                       | Coureur                   | Pos                       |
| 141                       | Brem Deman (BEL)          |                           |
| 142                       | Tuur Dens (BEL)           |                           |
| 143                       | Vincent Van Hemelen (BEL) |                           |
| 144                       | Yentl Vandevelde (BEL)    |                           |
| 145                       | Ward Vanhoof (BEL)        |                           |
| 146                       | Victor Vercouillie (BEL)  |                           |
| 147                       | Alex Colman (BEL)         |                           |

| Team TotalEnergies TEN | Team TotalEnergies TEN | Team TotalEnergies TEN |
| ---------------------- | ---------------------- | ---------------------- |
| Num                    | Coureur                | Pos                    |
| 151                    | Anthony Turgis (FRA)   |                        |
| 152                    | Lucas Boniface (FRA)   |                        |
| 153                    | Alexys Brunel (FRA)    |                        |
| 154                    | Florian Dauphin (FRA)  |                        |
| 155                    | Samuel Leroux (FRA)    |                        |
| 156                    | Geoffrey Soupe (FRA)   |                        |
| 157                    | Jason Tesson (FRA)     |                        |

| Tudor Pro Cycling Team TUD | Tudor Pro Cycling Team TUD     | Tudor Pro Cycling Team TUD |
| -------------------------- | ------------------------------ | -------------------------- |
| Num                        | Coureur                        | Pos                        |
| 161                        | Alberto Dainese (ITA)          |                            |
| 162                        | Miká Heming (GER)              |                            |
| 163                        | Petr Kelemen (CZE)             |                            |
| 164                        | Sebastian Kolze Changizi (DEN) |                            |
| 165                        | Alexander Krieger (GER)        |                            |
| 166                        | Marius Mayrhofer (GER)         |                            |
| 167                        | Juan David Sierra (ITA)        |                            |

| Unibet Tietema Rockets RKT | Unibet Tietema Rockets RKT | Unibet Tietema Rockets RKT |
| -------------------------- | -------------------------- | -------------------------- |
| Num                        | Coureur                    | Pos                        |
| 171                        | Davide Bomboi (BEL)        |                            |
| 172                        | Joren Bloem (NED)          |                            |
| 173                        | Martijn Budding (NED)      |                            |
| 174                        | Owen Geleijn (NED)         |                            |
| 175                        | Axel Huens (FRA)           |                            |
| 176                        | Andreas Stokbro (DEN)      |                            |
| 177                        | Abram Stockman (BEL)       |                            |

| Uno-X Mobility UXM | Uno-X Mobility UXM            | Uno-X Mobility UXM |
| ------------------ | ----------------------------- | ------------------ |
| Num                | Coureur                       | Pos                |
| 181                | Alexander Kristoff (NOR)      |                    |
| 182                | Erlend Blikra (NOR)           |                    |
| 183                | Jonas Iversby Hvideberg (NOR) |                    |
| 184                | Amund Grøndahl Jansen (NOR)   |                    |
| 185                | Erik Nordsæter Resell (NOR)   |                    |
| 186                | Rasmus Bøgh Wallin (DEN)      |                    |
| 187                | Anders Skaarseth (NOR)        |                    |

| Wagner Bazin WB WB2 | Wagner Bazin WB WB2       | Wagner Bazin WB WB2 |
| ------------------- | ------------------------- | ------------------- |
| Num                 | Coureur                   | Pos                 |
| 191                 | Sasha Weemaes (BEL)       |                     |
| 192                 | Cériel Desal (BEL)        |                     |
| 193                 | Michiel Lambrecht (BEL)   |                     |
| 194                 | Jens Reynders (BEL)       |                     |
| 195                 | Axandre Van Petegem (BEL) |                     |
| 196                 | Jelle Vermoote (BEL)      |                     |
| 197                 | Loïc Vliegen (BEL)        |                     |

| BEAT Cycling Club BCY | BEAT Cycling Club BCY           | BEAT Cycling Club BCY |
| --------------------- | ------------------------------- | --------------------- |
| Num                   | Coureur                         | Pos                   |
| 201                   | Bram Dissel (NED)               |                       |
| 202                   | Tijmen Eising (NED)             |                       |
| 203                   | Lars Loohuis (NED)              |                       |
| 204                   | Marijn Maas (NED)               |                       |
| 205                   | Martin Pluto (LAT)              |                       |
| 206                   | Daan van Sintmaartensdijk (NED) |                       |
| 207                   | Hidde van Veenendaal (NED)      |                       |

| Tarteletto-Isorex TIS | Tarteletto-Isorex TIS    | Tarteletto-Isorex TIS |
| --------------------- | ------------------------ | --------------------- |
| Num                   | Coureur                  | Pos                   |
| 211                   | Timothy Dupont (BEL)     |                       |
| 212                   | Siebe Bauwens (BEL)      |                       |
| 213                   | Jordy Decottignies (BEL) |                       |
| 214                   | Ewout De Keyser (BEL)    |                       |
| 215                   | Bo Godart (BEL)          |                       |
| 216                   | Gianni Marchand (BEL)    |                       |
| 217                   | Arne Santy (BEL)         |                       |

| Soudal Quick-Step SOQ | Soudal Quick-Step SOQ         | Soudal Quick-Step SOQ |
| --------------------- | ----------------------------- | --------------------- |
| Num                   | Coureur                       | Pos                   |
| 1                     | Tim Merlier (BEL) (route)     |                       |
| 2                     | Ayco Bastiaens (BEL)          |                       |
| 3                     | Yves Lampaert (BEL)           |                       |
| 4                     | Andrea Raccagni Noviero (ITA) |                       |
| 5                     | Bert Van Lerberghe (BEL)      |                       |
| 6                     | Warre Vangheluwe (BEL)        |                       |
| 7                     | Jordi Warlop (BEL)            |                       |

| Alpecin-Deceuninck ADC | Alpecin-Deceuninck ADC      | Alpecin-Deceuninck ADC |
| ---------------------- | --------------------------- | ---------------------- |
| Num                    | Coureur                     | Pos                    |
| 11                     | Jasper Philipsen (BEL)      |                        |
| 12                     | Lennert Belmans (BEL)       |                        |
| 13                     | Robbe Ghys (BEL)            |                        |
| 14                     | Timo Kielich (BEL)          |                        |
| 15                     | Johan Price-Pejtersen (DEN) |                        |
| 16                     | Jonas Rickaert (BEL)        |                        |
| 17                     | Sente Sentjens (BEL)        |                        |

| Intermarché-Wanty IWA | Intermarché-Wanty IWA           | Intermarché-Wanty IWA |
| --------------------- | ------------------------------- | --------------------- |
| Num                   | Coureur                         | Pos                   |
| 21                    | Gerben Thijssen (BEL)           |                       |
| 22                    | Elmar Abma (NED)                |                       |
| 23                    | Vito Braet (BEL)                |                       |
| 24                    | Dries De Pooter (BEL)           |                       |
| 25                    | Arne Marit (BEL)                |                       |
| 26                    | Gijs Van Hoecke (BEL)           |                       |
| 27                    | Roel van Sintmaartensdijk (NED) |                       |

| Cofidis COF | Cofidis COF                 | Cofidis COF |
| ----------- | --------------------------- | ----------- |
| Num         | Coureur                     | Pos         |
| 31          | Milan Fretin (BEL)          |             |
| 32          | Piet Allegaert (BEL)        |             |
| 33          | Stanisław Aniołkowski (POL) |             |
| 34          | Nolann Mahoudo (FRA)        |             |
| 35          | Alexis Renard (FRA)         |             |
| 36          | Damien Touzé (FRA)          |             |

| Lidl-Trek LTK | Lidl-Trek LTK             | Lidl-Trek LTK |
| ------------- | ------------------------- | ------------- |
| Num           | Coureur                   | Pos           |
| 41            | Edward Theuns (BEL)       |               |
| 42            | Simone Consonni (ITA)     |               |
| 43            | Tim Declercq (BEL)        |               |
| 44            | Daan Hoole (NED)          |               |
| 45            | Albert Philipsen          |               |
| 46            | Jakob Söderqvist (SWE)    |               |
| 47            | Tim Torn Teutenberg (GER) |               |

| Red Bull-Bora-Hansgrohe RBH | Red Bull-Bora-Hansgrohe RBH | Red Bull-Bora-Hansgrohe RBH |
| --------------------------- | --------------------------- | --------------------------- |
| Num                         | Coureur                     | Pos                         |
| 51                          | Sam Welsford (AUS)          |                             |
| 52                          | Oier Lazkano (ESP)          |                             |
| 53                          | Filip Maciejuk (POL)        |                             |
| 54                          | Ryan Mullen (IRL)           |                             |
| 55                          | Sebastian Putz (AUT)        |                             |
| 56                          | Callum Thornley (GBR)       |                             |
| 57                          | Danny van Poppel (NED)      |                             |

| Team Jayco AlUla JAY | Team Jayco AlUla JAY            | Team Jayco AlUla JAY |
| -------------------- | ------------------------------- | -------------------- |
| Num                  | Coureur                         | Pos                  |
| 61                   | Dylan Groenewegen (NED) (route) |                      |
| 62                   | Jelte Krijnsen (NED)            |                      |
| 63                   | Luka Mezgec (SLO)               |                      |
| 64                   | Robert Donaldson (GBR)          |                      |
| 65                   | Elmar Reinders (NED)            |                      |
| 66                   | Campbell Stewart (NZL)          |                      |
| 67                   | Max Walscheid (GER)             |                      |

| Team Picnic-PostNL TPP | Team Picnic-PostNL TPP    | Team Picnic-PostNL TPP |
| ---------------------- | ------------------------- | ---------------------- |
| Num                    | Coureur                   | Pos                    |
| 71                     | Pavel Bittner (CZE)       |                        |
| 72                     | Johan Dorussen (NED)      |                        |
| 73                     | Patrick Eddy (AUS)        |                        |
| 75                     | Timo Roosen (NED)         |                        |
| 76                     | Julius van den Berg (NED) |                        |
| 77                     | Thom van der Werff (NED)  |                        |

| XDS Astana Team XAT | XDS Astana Team XAT        | XDS Astana Team XAT |
| ------------------- | -------------------------- | ------------------- |
| Num                 | Coureur                    | Pos                 |
| 81                  | Cees Bol (NED)             |                     |
| 82                  | Alessio Delle Vedove (ITA) |                     |
| 83                  | Michele Gazzoli (ITA)      |                     |
| 84                  | Max Kanter (GER)           |                     |
| 85                  | Gleb Syritsa (RUS)         |                     |
| 86                  | Davide Toneatti (ITA)      |                     |

| Equipo Kern Pharma EKP | Equipo Kern Pharma EKP            | Equipo Kern Pharma EKP |
| ---------------------- | --------------------------------- | ---------------------- |
| Num                    | Coureur                           | Pos                    |
| 91                     | Ibai Azanza (ESP)                 |                        |
| 92                     | Marc Brustenga (ESP)              |                        |
| 93                     | Miguel Ángel Fernández Ruiz (ESP) |                        |
| 94                     | Francisco Galván (ESP)            |                        |
| 95                     | Nil Gimeno (ESP)                  |                        |
| 96                     | Antonio Jesús Soto (ESP)          |                        |
| 97                     | Mats Wenzel (LUX)                 |                        |

| Israel-Premier Tech IPT | Israel-Premier Tech IPT   | Israel-Premier Tech IPT |
| ----------------------- | ------------------------- | ----------------------- |
| Num                     | Coureur                   | Pos                     |
| 101                     | Ethan Vernon (GBR)        |                         |
| 102                     | Itamar Einhorn (ISR)      |                         |
| 103                     | Oded Kogut (ISR) (route)  |                         |
| 104                     | Michael Schwarzmann (GER) |                         |
| 105                     | Jake Stewart (GBR)        |                         |
| 106                     | Dylan Bibic (CAN)         |                         |
| 107                     | Kiaan Watts (NZL)         |                         |

| Lotto LOT | Lotto LOT                   | Lotto LOT |
| --------- | --------------------------- | --------- |
| Num       | Coureur                     | Pos       |
| 111       | Elia Viviani (ITA)          |           |
| 112       | Cédric Beullens (BEL)       |           |
| 113       | Jasper De Buyst (BEL)       |           |
| 114       | Joshua Giddings (GBR)       |           |
| 115       | Tars Poelvoorde (BEL)       |           |
| 116       | Lorenz Van de Wynkele (BEL) |           |
| 117       | Baptiste Veistroffer (FRA)  |           |

| Q36.5 Pro Cycling Team Q36 | Q36.5 Pro Cycling Team Q36 | Q36.5 Pro Cycling Team Q36 |
| -------------------------- | -------------------------- | -------------------------- |
| Num                        | Coureur                    | Pos                        |
| 121                        | Matteo Moschetti (ITA)     |                            |
| 122                        | Sjoerd Bax (NED)           |                            |
| 123                        | Frederik Frison (BEL)      |                            |
| 124                        | Giacomo Nizzolo (ITA)      |                            |
| 125                        | Joseph Pidcock (GBR)       |                            |
| 126                        | Jannik Steimle (GER)       |                            |
| 127                        | Rory Townsend (IRL)        |                            |

| Team Solution Tech-Vini Fantini TFT | Team Solution Tech-Vini Fantini TFT | Team Solution Tech-Vini Fantini TFT |
| ----------------------------------- | ----------------------------------- | ----------------------------------- |
| Num                                 | Coureur                             | Pos                                 |
| 133                                 | Felix James Meo (NZL)               |                                     |
| 134                                 | Tommaso Nencini (ITA)               |                                     |
| 135                                 | Joann Rolando (ITA)                 |                                     |
| 136                                 | Carlos Samudio (PAN)                |                                     |
| 137                                 | Attilio Viviani (ITA)               |                                     |

| Team Flanders-Baloise TFB | Team Flanders-Baloise TFB | Team Flanders-Baloise TFB |
| ------------------------- | ------------------------- | ------------------------- |
| Num                       | Coureur                   | Pos                       |
| 141                       | Brem Deman (BEL)          |                           |
| 142                       | Tuur Dens (BEL)           |                           |
| 143                       | Vincent Van Hemelen (BEL) |                           |
| 144                       | Yentl Vandevelde (BEL)    |                           |
| 145                       | Ward Vanhoof (BEL)        |                           |
| 146                       | Victor Vercouillie (BEL)  |                           |
| 147                       | Alex Colman (BEL)         |                           |

| Team TotalEnergies TEN | Team TotalEnergies TEN | Team TotalEnergies TEN |
| ---------------------- | ---------------------- | ---------------------- |
| Num                    | Coureur                | Pos                    |
| 151                    | Anthony Turgis (FRA)   |                        |
| 152                    | Lucas Boniface (FRA)   |                        |
| 153                    | Alexys Brunel (FRA)    |                        |
| 154                    | Florian Dauphin (FRA)  |                        |
| 155                    | Samuel Leroux (FRA)    |                        |
| 156                    | Geoffrey Soupe (FRA)   |                        |
| 157                    | Jason Tesson (FRA)     |                        |

| Tudor Pro Cycling Team TUD | Tudor Pro Cycling Team TUD     | Tudor Pro Cycling Team TUD |
| -------------------------- | ------------------------------ | -------------------------- |
| Num                        | Coureur                        | Pos                        |
| 161                        | Alberto Dainese (ITA)          |                            |
| 162                        | Miká Heming (GER)              |                            |
| 163                        | Petr Kelemen (CZE)             |                            |
| 164                        | Sebastian Kolze Changizi (DEN) |                            |
| 165                        | Alexander Krieger (GER)        |                            |
| 166                        | Marius Mayrhofer (GER)         |                            |
| 167                        | Juan David Sierra (ITA)        |                            |

| Unibet Tietema Rockets RKT | Unibet Tietema Rockets RKT | Unibet Tietema Rockets RKT |
| -------------------------- | -------------------------- | -------------------------- |
| Num                        | Coureur                    | Pos                        |
| 171                        | Davide Bomboi (BEL)        |                            |
| 172                        | Joren Bloem (NED)          |                            |
| 173                        | Martijn Budding (NED)      |                            |
| 174                        | Owen Geleijn (NED)         |                            |
| 175                        | Axel Huens (FRA)           |                            |
| 176                        | Andreas Stokbro (DEN)      |                            |
| 177                        | Abram Stockman (BEL)       |                            |

| Uno-X Mobility UXM | Uno-X Mobility UXM            | Uno-X Mobility UXM |
| ------------------ | ----------------------------- | ------------------ |
| Num                | Coureur                       | Pos                |
| 181                | Alexander Kristoff (NOR)      |                    |
| 182                | Erlend Blikra (NOR)           |                    |
| 183                | Jonas Iversby Hvideberg (NOR) |                    |
| 184                | Amund Grøndahl Jansen (NOR)   |                    |
| 185                | Erik Nordsæter Resell (NOR)   |                    |
| 186                | Rasmus Bøgh Wallin (DEN)      |                    |
| 187                | Anders Skaarseth (NOR)        |                    |

| Wagner Bazin WB WB2 | Wagner Bazin WB WB2       | Wagner Bazin WB WB2 |
| ------------------- | ------------------------- | ------------------- |
| Num                 | Coureur                   | Pos                 |
| 191                 | Sasha Weemaes (BEL)       |                     |
| 192                 | Cériel Desal (BEL)        |                     |
| 193                 | Michiel Lambrecht (BEL)   |                     |
| 194                 | Jens Reynders (BEL)       |                     |
| 195                 | Axandre Van Petegem (BEL) |                     |
| 196                 | Jelle Vermoote (BEL)      |                     |
| 197                 | Loïc Vliegen (BEL)        |                     |

| BEAT Cycling Club BCY | BEAT Cycling Club BCY           | BEAT Cycling Club BCY |
| --------------------- | ------------------------------- | --------------------- |
| Num                   | Coureur                         | Pos                   |
| 201                   | Bram Dissel (NED)               |                       |
| 202                   | Tijmen Eising (NED)             |                       |
| 203                   | Lars Loohuis (NED)              |                       |
| 204                   | Marijn Maas (NED)               |                       |
| 205                   | Martin Pluto (LAT)              |                       |
| 206                   | Daan van Sintmaartensdijk (NED) |                       |
| 207                   | Hidde van Veenendaal (NED)      |                       |

| Tarteletto-Isorex TIS | Tarteletto-Isorex TIS    | Tarteletto-Isorex TIS |
| --------------------- | ------------------------ | --------------------- |
| Num                   | Coureur                  | Pos                   |
| 211                   | Timothy Dupont (BEL)     |                       |
| 212                   | Siebe Bauwens (BEL)      |                       |
| 213                   | Jordy Decottignies (BEL) |                       |
| 214                   | Ewout De Keyser (BEL)    |                       |
| 215                   | Bo Godart (BEL)          |                       |
| 216                   | Gianni Marchand (BEL)    |                       |
| 217                   | Arne Santy (BEL)         |                       |